# Структура руд
Структура руд — будова власне мінеральних аґреґатів, яка обумовлена формою, розмірами й комбінацією зерен, що складають аґреґат (на відміну від текстури руд, яка обумовлюється просторовим розташуванням мінеральних аґреґатів). У рудах осадового походження структурною одиницею можуть бути також і органічні залишки. Звичайно С.р. вивчається під мікроскопом.
Розрізняють 13 структурних груп: рівномірнозерниста, нерівномірнозерниста, пластинчаста, волокниста, зональна, кристалографічно-орієнтована, тісного зрощення, облямівки, заміщення, дроблення, коломорфна, сферолітова й уламкова. Кожна група підрозділяється на різне число видів.

## Окремі різновиди структури руд
- Алотріморфозерниста — характерна для мінеральних аґреґатів, кристалічні зерна яких мають неправильну форму й звивисті границі; часто вказує на одночасність відкладання й однакову швидкість кристалізації мінералу.
- Атолоподібна — характеризується атолоподібними (кільцеподібними) залишками піриту серед маси сульфідів (галеніту, халькопіриту, сфалериту), що виділилися пізніше і замістили центральні частини піритових зерен. Характерна для метасоматичних руд, утворюється в результаті гіпогенного заміщення.
- Бобова — структура деяких осадових і елювіальних порід (бокситів, сухарних глин і ін.), складених бобовинами, зцементованими звичайно колоїдною речовиною, іноді розкристалізованою. Виникнення її обумовлене колоїдними і хім. процесами, що протікали, очевидно, на стадії сингенезу й раннього діагенезу.
- Гранобластова — характеризується ізометричною формою зерен руди і відсутністю в них корозії. Належить до структур перекристалізації мінералів під впливом тиску без зміни їх хім. складу.
- Графічна — характеризується тонким взаємним проростанням двох рудних мінералів (борніту й халькозину, каситериту й галеніту, галеніту й піраргіриту, галеніту й тетраедриту й ін.). Подібна до евтектичних структур сплавів металів. Утворення її пояснюється одночасним відкладанням двох мінералів або заміщенням одного мінералу іншим, або розпадом твердого розчину. Син. : структура руд евтектична, псевдоевтектична.
- Ґратчаста — характеризується закономірним розподілом тонких смужок, голок одного рудного мінералу в іншому у декількох кристалографічних напрямках, що перетинаються, або уздовж тріщин спайності мінералу-хазяїна. Така картина створює враження ґрат. Структура може виникнути внаслідок: розпаду твердого розчину (ільменіт у магнетиті, халькопірит у борніті); галогенного заміщення (золото у сфалериті); супергенним заміщенням (халькозин по борніту, англезит по галеніту).
- Дендритова — вигадливий візерунок у вигляді деревоподібних утворень рудного мінералу самостійного або в комбінації з ін., звичайно жильними (нерудними) мінералами. Напр, зростки Ag з карбонатом, Аu з кварцом, уранініту із кварцом і карбонатами, піротину з пентландитом. Пояснюється процесами відкладання або розпаду твердого розчину, а також заміщення. Син. структура руд деревоподібна.
- Евтектична — те ж саме, що і графічна.
- Евтектоїдна — те ж саме, що і структура розпаду твердих розчинів.
- Емульсійна — характеризується розсіянням дрібних, звичайно округлих включень одного рудного мінералу в іншому, іноді з помітним орієнтуванням за напрямками спайності або приуроченістю до границь зерен. Приклад: включення халькопіриту в сфалериті. Один з найпоширеніших видів структури розпаду твердих розчинів. Утворюється також при заміщенні одного мінералу іншим.
- Зерниста — структура повнокристалічної руди, що складається з аґреґатів різних зерен. Розрізняють рівномірнозернисту, нерівномірнозернисту, алотріоморфну, гіпідіоморфну, панідіоморфну структури.
- Зональна — характерна чергуванням прошарків (зон), часто концентричних, одного або різних рудних мінералів, іноді з нерудними (жильними) мінералами. Спостерігається в багатьох сульфідних рудах. Виникає в результаті випадання речовини з колоїдних розчинів або заміщення однієї речовини іншою.
- Інтерстиціальна — генетично подібна до сидеронітової і гіпідіоморфної структур. Морфологічно відрізняється тим, що рудний мінерал займає нерівномірно розподілені й неправильної форми проміжки між окремими мінеральними індивідами — інтерстиції, що мають незначні розміри в порівнянні із площами більш ранніх компонентів.
- Коломорфна (колоформна) — характеризується чергуванням криволінійних, примхливо вигнутих, нерідко концентричних (округлих) смужок одного або декількох рудних і нерудних мінералів. Схожа на зональну й смужкувату структури, а іноді й перлітову й сферолітову. Спостерігається в багатьох сульфідних рудах (пірит, марказит зі сфалеритом, кварцом), марганцевих (псиломелан), олов'яних (каситерит із кварцом), в арсенідах, бокситах, глинах, червоноземах, фосфоритах і ін. Утворення її пояснюється випаданням речовини з колоїдних розчинів, ритмічною кристалізацією й почасти заміщенням.
- Кільцевидна — характеризується кільцевими формами уранініту в доломіті.
- Конкреційна — характеризується великою кількістю рудних конкрецій округлої або овальної форми різного розміру (від часток мм до декількох дм у поперечнику) серед щільної або пухкої вмісної маси, що складається з рудного або нерудного матеріалу. У центрах конкрецій спостерігаються зерна нерудних мінералів (кварцу, карбонатів і ін.), глинисто-піщаниста маса або порожнини (у великих конкреціях). Характерна для залізних і марганцевих руд. Залежно від розмірів і форм конкрецій виділяються: макова або пороховидна (0, 3 — 0, 5 мм), дробова (0, 5 — 1 мм), горохова (2 — 5 мм), бобова (0, 5 — 1 см), горіхова (1 — 3 см), монетна, копійчана, грошова (1, 5 — 2 см), блиноподібна (2 — 15 см) і ін. Див. конкреції.
- Концентрична — загальна назва структур руд, у якій розрізняють: властиво концентричну, концентричнозональну, концентричносмужкувату (структури, близькі до зональної). Властиві гематито-срібним, сфалеритовим, марганцевим, телуристо-мідно-бісмутовим рудам і рудам олова. Утворення структур перших двох типів пояснюють заміщенням і відкладанням речовини в порожнинах, третього типу — ритмічним відкладанням при дифузії розчинів (ефект Лізеганга).
- Корозійна — загальна назва структур роз'їдання, перетинання, петельних, ґратчастих, залишків від заміщення, розкришених, скелетних і графічних. Поширені й мають велике значення для з'ясування послідовності виділення мінералів.
- Металоколоїдна — загальна назва структур, що є результатом розкристалізації руд, спочатку відкладених у колоїдному стані. Характеризується наявністю округлих сферичних форм, з яких часто складаються натічно-скорлупуваті, гроноподібні, соскоподібні й сталактитові утворення. Поширена серед руд, відкладених холодними розчинами й серед вторинних руд окиснення й збагачення, рідше зустрічається в гіпогенних рудах.
- Нерівномірнозерниста — структура повнокристалічних руд, які складаються з зерен різного розміру.
- Нитковидносітчаста — характеризує початок процесу заміщення й утворюється при поширенні замісного мінералу за складною ниткоподібною системою тріщин у мінералі або аґреґаті, який заміщується.
- Оолітова — характеризується наявністю округлих рудних зерен — оолітів — у сингенетичному або епігенетичному цементі. В центрі оолітів можуть бути піщинки кварцу, карбонату, уламки фауни та ін., навколо яких концентрично нарощуються шари рудної речовини. Розмір оолітів від десятих часток до 2 мм. Цемент може бути суттєво рудним або кальцитовим, баритовим, піщано-глинистим. Характерна для залізних і марганцевих руд, утворених у мілководному морському середовищі. Див. ооліти, оолітова структура.
- Орієнтовано-волокниста — обумовлена орієнтованим розташуванням тонких кристалічних волокон β-піротину в основній масі α-піротину. Утворюється при розпаді твердого розчину β-піротину в α-піротин. Можлива й для ін. типів руд.
- Перекристалізації — загальна назва структур, що утворюються під впливом зміни температури, тиску й ін. метаморфізуючих факторів. До них належать: гранобластична, порфіробластична, пойкілобластична, радіальнопромениста й сферолітова структури.
- Перетину — характеризується перетинанням моно- або полімінерального аґреґату жилками іншого або того ж мінерального складу, але більш пізнього походження. Використовується для установлення вікового співвідношення мінеральних структур. Поширена в рудах як первинного, так і вторинного походження.
- Периста — обумовлена закономірним розташуванням подовжених кристалів, що утворюють паралельні ряди кулісоподібно розташованих індивідів, причому індивіди двох сусідніх рядів сходяться під тим самим гострим кутом, подібно волокнам у пір'ї. Характерна для первинних марказитових руд. Див. марказит.
- Петельна — характеризується тим, що один з мінералів у вигляді неправильних жилок (криволінійних волосків) облямовує окремі зерна або поля з декількох зерен іншого мінералу. Утворюється при розпаді твердих розчинів, при гіпогенному і гіпергенному заміщенні сульфідних руд. Прикладом можуть служити структури: розпаду твердого розчину халькопіриту в сфалериті або пентландиту в піротині; галогенного заміщення піриту халькопіритом або арсенопіриту золотом, гіпергенного заміщення сульфідних мідних руд лімонітом або карбонатами міді і т. д. Структура поширена.
- Пластинчаста — характеризується пластинчастою формою компонентів рудного аґреґату. Виділяють структури: відкладання — характерна для мономінеральних аґреґатів: антимоніту, гематиту й ін. ; розпаду твердого розчину — поширена в рудах магматичного походження (кубаніт — халькопірит, магнетит — ільменіт); реліктова — є результатом перетворення зі збереженням пластинчастих форм первинного мінерального аґреґату, напр.., дрібнозернистий аґр. галеніту з каситеритом, що утворився в результаті розкладання тиліту.
- Пломеневидна — своєрідні свічкоподібні виділення пентландиту в піротині, що нагадують язики полум'я. Утворилися в результаті розпаду сульфідного твердого розчину.
- Роз'їдання — структура кристалічних руд, у яких раніше виділені компоненти частково кородовані й заміщені тими, що виділилися пізніше. Границі між зернами криволінійні. Різновид корозійної структури руд.
- Розкришена — утворюється в результаті значного заміщення одного мінералу іншим. При цьому заміщений мінерал зберігається у заміснику у вигляді дрібних неправильних рівномірно розподілених залишків (напр., залишки зерен піриту серед халькозину або тенантиту серед кварцу).
- Сидеронітова — характерна для руд магматичного походження, у яких рудні мінерали (титаномагнетит, магнетит, сульфіди) заповнюють проміжки між нерудними мінералами, що виділилися з розпаду першими.
- Сітчаста — характеризується утворенням мережі перетнутих тонких жилок більш пізнього рудного мінералу в більш ранньому. Виникає при розвитку вторинних сульфідів по первинних або рудних карбонатів по сульфідах.
- Скелетна (каркасна) — характеризується наявністю скелетних (каркасних) форм одного якого-небудь мінералу серед інших мінералів. Може виникати при гіпергенному і супергенному заміщенні одного рудного мінералу іншим. Заміщення йде звичайно від центру зерен до периферії, тому зберігаються лише крайові частини первинного мінералу. Скелетна структура виникає також при розвитку якого-небудь мінералу як каркасного утворення із властивими йому кристалографічними обрисами в аґреґаті іншого (інших), що пояснюється ідіоморфізмом мінералу, який виділився пізніше.
- Снопоподібно-волокниста — різновид кристалічно-зернистої структури, коли один з компонентів руди утворює снопоподібно-волокнисті аґреґати серед зернистої маси інших (напр., джемсоніт серед зернистих сульфідів і кварцу).
- Сплутано-волокниста — різновид кристалічно-зернистої структури, коли мінеральний аґреґат частково або цілком складається з безсистемно розташованих волокнистих індивідів.
- Структура взаємних границь (Short, 1924) — характеризується тим, що границі між двома суміжними мінералами представлені рівними кривими лініями без проникнення одного мінералу в інший. Такі зрощення вважаються доказом одночасного гіпогенного відкладання.
- Структура залишків від заміщення — загальна назва структур, що утворювалися в результаті інтенсивної корозії одних мінералів іншими у процесі кристалізації руд з рідких розчинів або розплавів.
- Структури заміщення — загальна назва структур галогенного заміщення, до яких належать петельні, ґраткові, розкришені, графічні і скелетні.
- Структура крайових облямівок — характеризується утворенням на периферії зерен облямівок мономінерального складу в результаті галогенного або супергенного заміщення (напр., заміщення борніту халькопіритом, сфалериту арґентитом).
- Структура крижаних візерунків — радіально-променисті кристалічні зерна молібденіту, вюртциту, неправильні двійники сфалериту, піротину утворюють структури, подібні до крижаних візерунків.
- Структура периферійних облямівок — характеризується обростанням кристалів первинного мінералу облямівкою зерен мінералу, який утворився пізніше. Спостерігається в рудах досить часто. Якщо зерна зовнішнього краю облямівки увінчані кінцевими гранями, структура може бути названа вінцевою.
- Структура розпаду твердих розчинів — загальна назва структур, утворених внаслідок зміни фіз.-хім. умов, що існували в момент відкладання руди. У нових умовах спочатку однорідні мінеральні утворення розпадаються на два або більше компонентів. Причинами розпаду можуть бути: зміна умов розчинності одного компонента, що утворює з іншим твердий розчин; порушення в ряді ізоморфних груп при зміні температури й тиску, поява нових мінеральних модифікацій, стійких у нових фіз.-хім. умовах. Температура, при якій відбувається розпад твердого розчину, називається евтектоїдною точкою (на відміну від евтектичної). При розпаді твердих розчинів можуть утворюватися наступні структури: емульсійна, пластинчаста, ґратчаста, петельна, графічна, орієнтовано-волокниста. Син. : структура руд евтектоїдна.
- Структури тиску — загальна назва структур, походження яких пов'язане з механічними деформаціями руд; до них належать гранобластова, катакластична, порфіробластична, порфірокластична та ін.
- Субграфічна — характеризується проростанням двох мінералів з візерунком, що нагадують графічну структуру, але з ясною евгедральністю (ідіоморфністю) зерен переважного мінералу. Більш грубозерниста ніж графічна, і має менш чіткий малюнок. Утворюється при послідовній кристалізації з розплавів і розчинів, при заміщенні г.п. рудою, при одночасному супергенному відкладанні рудних мінералів.
- Сферолітова — структура руд, що складаються зі сферолітів (округлих тіл різного розміру — від часток мм до декількох мм у діаметрі) радіально-променистої будови. Виникає звичайно при розкристалізації колоїдів. Властива осадовим, карбонатним, марганцевим, деяким урано-срібно-кобальтовим і ін. рудам, марказиту, молібденіту, графіту та ін. мінералам. Син.: структура руд радіально-промениста.
- Уламкова — загальна назва структур руд осадового походження, у яких уламки представлені г. п. або рудами, а цемент хім. осадами (колоїдними або розкристалізованими), що відклалися одночасно з уламками або з більш пізніх розчинів. За розміром уламків розрізняють структури: псефітову (не менше 1 мм), псамітову (0,05-1 мм), алевролітові (0,1-0,01 мм), пелітову (0,01-0,005 мм).
- Цементна — характеризується тим, що дрібні кутасті або обкатані частинки порід, кварцу, польових шпатів і т. д. зцементовані рудною речовиною: лімонітовою, марказитовою, піролюзитовою, халькозиновою, халькопіритовою, карнотитовою і т. д. Найчастіше утворюється в результаті заміщення цементу пісковиків мідносульфідною, марганцевою і ін. речовиною. Заміщення може супроводжуватися корозією пісковику. Будова рудного цементу виявляється структурним травленням.